# Ariel d'Or
El premi Ariel d'Or és un premi que "simbolitza el treball d'excel·lència que un membre de la indústria cinematogràfica ha assolit al llarg de la seva carrera i que ha contribuït al desenvolupament i creixement de la cinematografia mexicana". És el premi més alt atorgat a una persona o institució de la indústria cinematogràfica mexicana per l'Academia Mexicana de Artes y Ciencias Cinematográficas (AMACC). S'atorga anualment des del 1986 durant la concessió del Premio Ariel. Del 1988 al 1990 el premi no es va atorgar. Amb motiu del 50è aniversari del "Premi Ariel" el 2008, es van premiar 15 personalitats juntament amb un "Ariel d'Or". Abans de la introducció de l '"Ariel de Oro", fins al 1988 inclòs, el "Premio Ariel" va rebre un "Premi Especial" per serveis a la indústria cinematogràfica mexicana.

## Receptors
- 1973: Alex Phillips
- 1975: Dolores del Río
- 1977: Rodolfo Echeverría
- 1978: Luis Buñuel
- 1980: Felipe Cazals
- 1986: María Félix
- 1987: Gabriel Figueroa, Cantinflas
- 1988–1990: nicht vergeben
- 1991: Alejandro Galindo, La sombra del caudillo, Raúl de Anda
- 1992: Fernando de Fuentes, Ismael Rodríguez
- 1993: Marga López, Miguel Zacarías
- 1994: Adalberto Martínez, Gregorio Walerstein
- 1995: Manuel Esperón
- 1996: Raúl Lavista
- 1997: Antonio Aguilar, Katy Jurado, Roberto Cañedo
- 1998: Janet Alcoriza, Rafael Leal Díaz
- 1999: Lilia Prado, Walter Reuter
- 2000: Gunther Gerzso Wendland, Libertad Lamarque
- 2001: Lupita Tovar, Rubén Gámez
- 2002: Emilio Carballido, Emilio García Riera
- 2003: Elsa Aguirre, Filmoteca de la UNAM
- 2004: Estudios Churubusco, Gloria Schoemann
- 2005: Carmen Montejo, Julio Pliego
- 2006: Centro de Capacitación Cinematográfica, Centro Universitario de Estudios Cinematográficos, Ernesto Alonso
- 2007: Ignacio López Tarso, Rosalío Solano
- 2008: Fernando Morales Ortiz, Silvia Pinal, Adolfo Ramírez, Bertha Chiú, Carlos Horcasitas, Enrique Lechuga, Enrique Morales, Fernando Ramírez, Francisco López Serrano, Heriberto Gutiérrez, Jesús Durán, Juvenal Herrera, Laurencio Cordero, Marcelino Pacheco Guzmán, Salvador Serrano
- 2009: Alejandro Parodi, Fannie Kauffman
- 2010: Cineteca Nacional, Felipe Cazals
- 2011: Ana Ofelia Murguía, Jorge Fons
- 2012: Alfredo Joskowicz, René Ruiz Cerón
- 2013: Columba Domínguez, Mario Almada i Rafael Corkidi
- 2014: Arturo Ripstein, Ernesto Gómez Cruz
- 2015: Bertha Navarro, Miguel Vásquez
- 2016: Rosita Quintana, Paul Leduc
- 2017: Lucero Isaac, Isela Vega
- 2018: Queta Lavat, Toni Kuhn
- 2019: Héctor Bonilla
- 2020: Lucía Álvarez, María Rojo[2]